# Jang Šiao
Jang Šiao (kitajsko: 杨晓; pinjin: Yang Xiao), kitajska veslačica, * 6. marec 1964, Ljudska republika Kitajska.
Jang Šiao je za Kitajsko nastopila na Poletnih olimpijskih igrah 1984 v Los Angelesu in na Poletnih olimpijskih igrah 1988 v Seulu.
V Los Angelesu je nastopila v četvercu s krmarjem, ki je osvojil osmo mesto. Štiri leta kasneje je z istim čolnom osvojila srebrno, v osmercu pa bronasto medaljo.